# Редфорд, Дональд
Дональд Брюс Редфорд (англ. Donald Bruce Redford; 2 сентября 1934, Торонто — 18 октября 2024, Стейт-Колледж, Пенсильвания) — канадский египтолог, археолог, историк, профессор истории, специализирующийся на древней истории Ближнего Востока; работал в Пенсильванском университете.
До 1998 года на протяжении 29 лет занимал должность профессора в университете г. Торонто.
Археологические раскопки в Палестине проводил с 1964 года. На протяжении более 20 лет, с 1968 года, участвовал в археологических экспедициях в Египет, из которых наиболее известны раскопки в Буто, Карнаке (храм Осириса) и Мендесе. Вместе с женой в 1972—1976 годах руководил специальным проектом Пенсильванского университета по исследованию фиванский храма Эхнатона.
Дональду Редфорду принадлежит несколько оригинальных теорий об истории Библии. Обсуждая истоки библейских преданий об исходе евреев из Египта. он видел их корни в народной памяти о правлении и изгнании гиксосов в древнем Египте. Он также отмечал, что все топонимические детали в книге Исход отражают исторический контекст Египта не ранее VII века до н. э. Редфорд утверждал, что кто бы ни был автором книги Исход, он не имел доступа к египетским источникам старше VII века до н. э. Эта гипотеза популяризована в изданной в 2001 году книге «Раскопанная Библия» израильского археолога Израиля Финкельштейна (в соавторстве с Нилом Зильберманом).
Редфорд был женат на Сьюзен Редфорд, также египтологе. Дональд Б. Редфорд скончался у себя дома 18 октября 2024 года в возрасте 90 лет.